# James La Fayette Cottrell
James La Fayette Cottrell, född 25 augusti 1808 i King William County i Virginia, död 7 september 1885 i Levy County i Florida, var en amerikansk demokratisk politiker. Han var ledamot av USA:s representanthus 1846–1847.
Cottrell studerade juridik och inledde 1830 sin karriär som advokat i Alabama. Kongressledamot William Lowndes Yancey avgick 1846 och Cottrell fyllnadsvaldes till representanthuset. År 1847 efterträddes han som kongressledamot av Sampson Willis Harris. Han var ledamot av Floridas senat 1865–1885. Cottrell gravsattes i Old Town i Dixie County i Florida.